# Selected Scenes from the End of the World
Selected Scenes from the End of the World è il primo album della gothic band statunitense London After Midnight.

## Tracce
1. Revenge - 4:06
2. Nightmare - 5:28
3. Spider and the Fly - 5:22
4. Claire's Horror - 4:56
5. Sacrifice - 7:30
6. This Paradise - 4:14
7. The Black Cat - 3:53
8. Your Best Nightmare - 5:50

### Edizione del 2003
1. This Paradise (03 mix) - 4:11
2. Inamourada - 4:10
3. Revenge - 4:09
4. Trick or Treat - 4:02
5. Your Best Nightmare - 5:29
6. Spider and the Fly - 5:32
7. Claire's Horror - 4:53
8. Sacrifice - 7:37
9. The Black Cat (03 mix) - 3:47
10. Let Me Break You - 5:29
11. Your Best Nightmare (live) - 5:55
12. Demon - 4:31
13. Claire's Horror (live) - 4:49
14. Spider and the Fly (acoustic) - 4:36
15. Sacrifice (live) - 6:37

## Formazione
- Sean Brennan - voce, chitarra, tastiera, batteria
- Tamlyn - tastiera
- Michael Areklett - basso
- Edward Hawkins - chitarra
- Joe S - batteria